# Das deutsche Kettensägenmassaker
Das deutsche Kettensägenmassaker ist ein deutscher satirischer Horrorfilm des Regisseurs Christoph Schlingensief aus dem Jahr 1990.
In dem Film wird der Mauerfall als nationales Schlachtfest nachgezeichnet. Die Nachricht von der Maueröffnung versetzt eine westdeutsche Metzgerfamilie in einen Blutrausch. In einer heruntergekommenen Hotelküche bringen sie angereiste DDR-Bürger um.
Der Titel bezieht sich auf einige unter dem Titel The Texas Chainsaw Massacre überdeutlich bezeichnete Horror- und Splatterfilme. Christoph Schlingensief schrieb das Drehbuch, führte Regie und war bei der Kameraführung beteiligt. In den USA wurde der Film unter dem Titel Blackest Heart aufgeführt, der britische Titel war The German Chainsaw Massacre.

## Veröffentlichung
Der Film ist der zweite Teil von Christoph Schlingensiefs Deutschland-Trilogie, bestehend aus 100 Jahre Adolf Hitler – Die letzte Stunde im Führerbunker, Das deutsche Kettensägenmassaker und Terror 2000 – Intensivstation Deutschland, welche am 29. Oktober 2010 auf DVD veröffentlicht wurde. Die Kinoveröffentlichung war am 29. November 1990. Am 16. Februar 1991 präsentierte Schlingensief sein Werk auf der Berlinale.

## Kritiken
„Im Jahre 1990 hat der Westen mit seiner 41-jährigen, schon leicht inzestuösen, Wurst-Erfahrung unerwartet neues, ein wenig graues Rohfleisch aus dem Osten gewinnen können. Jenen Vorgang nannte man ‚Wiedervereinigung‘. Und selbiges Ereignis war Anlass für diesen Film, dessen Drehbuch Schlingensief – einerseits inspiriert durch Tobe Hoopers ‚Texas Chainsaw Massacre‘, andererseits durch die bananenschwenkenden, ‚Wir sind das Volk‘-skandierenden Menschenmassen beim Grenzübergang Ost-West, innerhalb von 14 Tagen fertig hatte. ‚Sie kamen als Freunde und wurden zu Wurst‘ bringt der Slogan des Films die Geschichte auf den Nenner, und Schlingensief korrigiert im Interview etwa 10 Jahre später: ‚Nicht einmal Wurst, sondern einfach nur Grütze‘ sei rückblickend aus ihnen, den Brüdern und Schwestern aus dem Osten, geworden.“

„Mal experimentell, mal sehr konkret inszeniertes ‚Trash-Movie‘ mit wild sausender Kamera und schnarrendem Sägenton, entstanden als schnelle und emotionale Reaktion auf die politische Entwicklung; ein gewollt ‚geschmackloser‘ und ‚gewalttätiger‘ Film der mit dem Holzhammer daherkommt, dabei aber weniger provoziert als überwiegend banal erscheint.“

„Geschichte wird auch weiterhin mit Blut geschrieben werden. Und den (Fernseh-)Bildern vom nationalpathetischen Unisono der deutschen Wiedervereinigung nachts in Berlin, mit Fackelschein und Hymnensang, mit Bundespräsident und -kanzler, folgt in diesem Film die blutige Moral der ganzen Geschichte.“